# Panesthia angustipennis
Panesthia angustipennis är en kackerlacksart som först beskrevs av Johann Karl Wilhelm Illiger 1801.  Panesthia angustipennis ingår i släktet Panesthia och familjen jättekackerlackor.

## Underarter
Arten delas in i följande underarter:
- P. a. brevipennis
- P. a. angustipennis
- P. a. epostalata
- P. a. baluensis
- P. a. yayeyamensis
- P. a. spadica
- P. a. wegneri
- P. a. cognata